# البهائية في أمريكا الجنوبية
تم تقديم الدين البهائي إلى أمريكا الجنوبية في عام 1919. يوجد مشارق الأذكار في شيلي وكولومبيا، وقد تم الانتهاء من بنائها في عامي 2016 و2018 على التوالي. كما أن المعهد الروحي، الذي تُستخدم دوراته الآن من قبل البهائيين في جميع أنحاء العالم، تم إنشاؤه في الأصل بواسطة المجتمع البهائي الكولومبي.

## التاريخ المبكر
تم تقديم الدين البهائي إلى أمريكا الجنوبية في عام 1919 عندما قامت مارثا روت برحلة طويلة إلى البرازيل والأرجنتين وتشيلي وبيرو. قامت بتقديم الدين البهائي إلى جماعات الإسبرانتو والجماعات التوفيقية (الثيوصوفية)، وزارت الصحف المحلية وطلبت منهم نشر مقالات عن الدين البهائي. كان أول بهائي يقيم بشكل دائم في أمريكا الجنوبية هو ليونورا أرمسترونغ، التي وصلت إلى البرازيل في عام 1921. كانت خطة السبع سنوات الأولى (1937–1944)، وهي خطة دولية نظمها وقتها قائد الدين البهائي شوقي أفندي، قد وضعت هدفًا للبهائيين الأمريكيين يتمثل في تأسيس الدين البهائي في كل دولة من دول أمريكا اللاتينية (أي أن يتمكنوا من استقرار بهائي واحد على الأقل أو تحويل واحد من السكان الأصليين إلى الدين). في عام 1950، تم انتخاب أول المجلس الروحي الوطني للبهائيين في أمريكا الجنوبية، وفي عام 1957 تم تقسيم هذا المجلس إلى اثنين – أحدهما لشمال وشرق أمريكا الجنوبية ويضم جمهوريات البرازيل وبيرو وكولومبيا والإكوادور وفنزويلا، ومقره في ليما، بيرو، والآخر لجنوب وغرب أمريكا الجنوبية ويضم جمهوريات الأرجنتين وشيلي وأوروغواي وباراغواي وبوليفيا، ومقره في بوينس آيرس، الأرجنتين. بحلول عام 1963، كانت معظم دول أمريكا الجنوبية قد أنشأت المجالس الروحية الوطنية الخاصة بها.

## التطورات اللاحقة
من بين التطورات الأكثر أهمية في أمريكا الجنوبية والوسطى بالنسبة للدين البهائي، كان بناء بيت العبادة البهائي القاري الأخير في تشيلي، وبرنامج تطوير محطات إذاعة بهائية في عدة دول، والعلاقات مع الشعوب الأصلية، وبرامج التنمية مثل فوندايك، وبدء عملية المعهد الروحي في كولومبيا.

### بيت العبادة في تشيلي

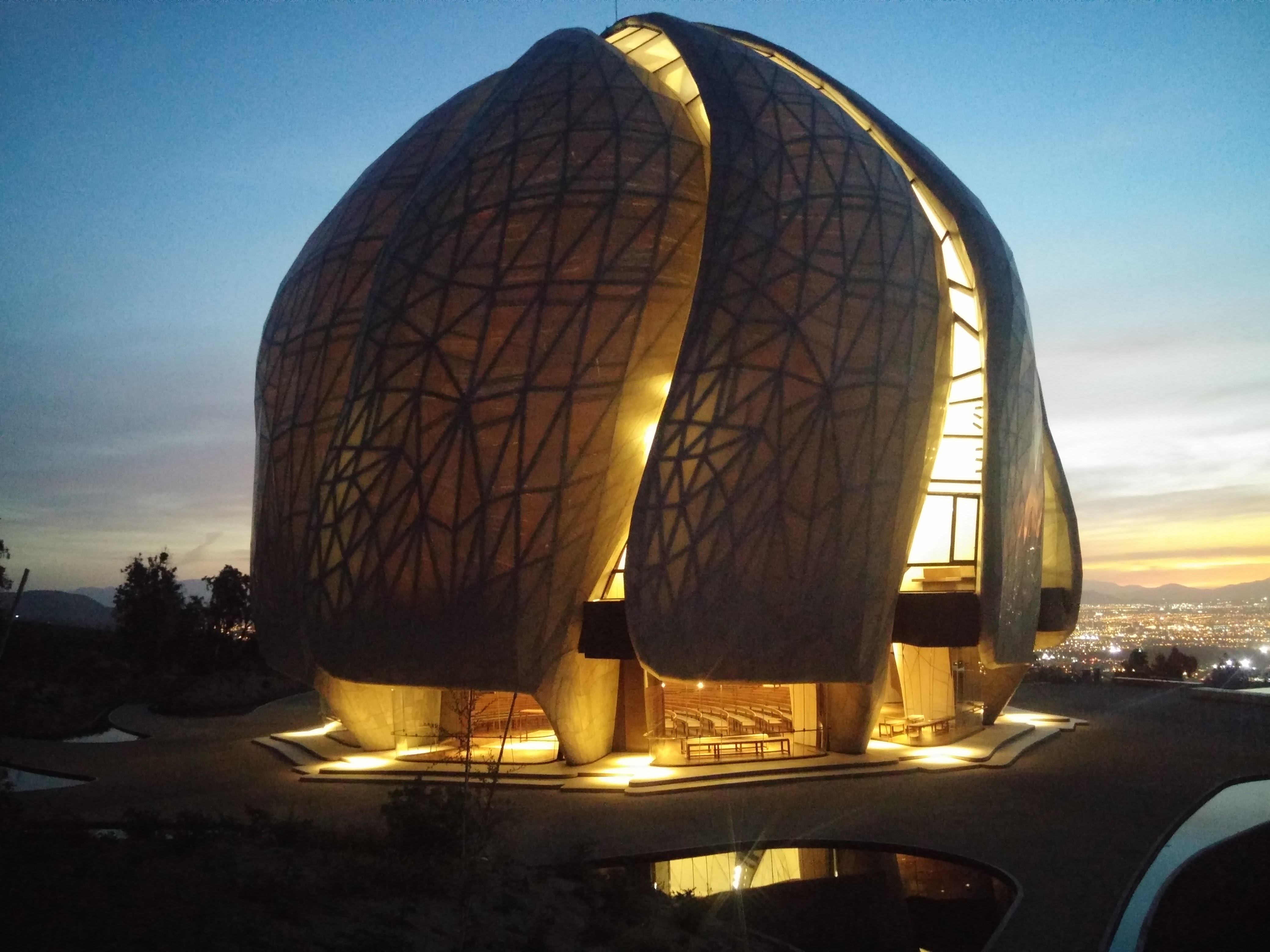
بيت العبادة في سانتياغو، شيلي

في أواخر عام 2002، أعلن المجلس الروحي الوطني في تشيلي وبيت العدل الأعظم، الهيئة الدولية الحاكمة للبهائيين، عن مسابقة لتصميم أول بيت عبادة بهائي لأمريكا الجنوبية، الذي سيبنى بالقرب من سانتياغو (33°28′35″S 70°30′42″W / 33.476423°S 70.511649°W) بالرغم من أن القرار العام لبناء أول معبد في أمريكا الجنوبية كان قد تم اتخاذه منذ عام 1953. تم تصميم التصميم المختار من قبل سياماك حريري من تورونتو، كندا, وبدأت عملية تصنيع المكونات في عام 2007. جوانبها مكونة من ألواح شفافة من الأباستر والزجاج المصبوب. الهيكل الداخلي عبارة عن هيكل شبكي من الفولاذ يدعم الجزء الداخلي للقبة العلوية.

### إذاعة بهائية
منذ الستينيات، كان هناك اهتمام في وسائل الإعلام الجماهيرية لتعزيز ودعم مشاريع التنمية. تلاه رؤية بأن خدمة مجتمع الدين هي من خلال مشاركة المجتمع ونشر المعلومات. في سلسلة من مؤتمرات اليونسكو، تم التشاور بين البهائيين وخلصت الإجماع إلى تقدم القضايا حتى تم عقد مؤتمر في عام 1978 في الإكوادور. في ذلك المؤتمر، لخص الباحثون التطورات في هذا المجال وأشاروا إلى التحديات التي واجهت هذه المشاريع وبعض الطرق التي فشلت فيها، مع ملاحظة أن محطات الإذاعة في القرى بدت مناسبة لأنها توفر النوع الضروري من الاتصال في المجتمع. كانت إذاعة بهائية في الإكوادور وسيلة لدراسة عملية هذين الاتجاهين من خلال إنشاء محطة إذاعية مجتمعية لخدمة المجتمع – وقد تكون أول مشروع من هذا النوع في أمريكا اللاتينية يهدف إلى خدمة الكمباسينوس كمهمة أساسية له مع برامج موجهة نحو التنمية. كانت تجمع بين الأشكال الموسيقية الوطنية وميزات الخدمة العامة (المفقودات والعثرات، رسائل للأفراد، الرسائل الرسمية، ولكن مع تطلعات لتطوير المزيد). تمت دراسة المشروع من قبل أعضاء هيئة تدريس من جامعة نورث وسترن من 1980 إلى 1982، ولفترة قصيرة في 1983، وقاموا بمراجعة مشاريع إذاعة بهائية في بيرو وبوليفيا، مما أدى إلى أطروحة دكتوراه من كورت جون هاين في عام 1985، وبعد ذلك بدأ خدمته في ولجي (بالإنجليزية: WLGI).
منذ عام 1977، أنشأ البهائيون العديد من محطات الإذاعة في جميع أنحاء العالم، وخاصة في أمريكا الجنوبية. قد تشمل البرامج التي يتم بثها الأخبار المحلية، والموسيقى، والمواضيع المتعلقة بالتنمية الاجتماعية والاقتصادية والمجتمعية، والبرامج التعليمية التي تركز على اللغات الأصلية والثقافة، والمواد البهائية التمهيدية والعميقة.

### فوندايك
فوندايك (بالإنجليزية: FUNDAEC)، وهو اختصار في الإسبانية لـ "مؤسسة تطبيق وتعليم العلوم"، هي منظمة غير ربحية ومنظمة غير حكومية تركز على التدريب والتنمية في المناطق الريفية في كولومبيا ودول أخرى في أمريكا اللاتينية. تم تأسيسها في عام 1974 في كولومبيا على يد مجموعة من العلماء والمهنيين بقيادة فرزام أرباب، الذي كان آنذاك أستاذًا زائرًا في جامعة فالي. بدأت FUNDAEC في عام 1974 كمؤسسة غير حكومية كولومبية بناءً على استشارات بهائية مع الكولومبيين في السبعينيات التي طورت العديد من المشاريع مثل منهج تعليمي ثانوي مركز على تطوير المهارات للعيش في الريف وتقليل التحضر، على سبيل المثال.  وفقًا لغوستاف كوريا، مدير FUNDAEC، فقد استُلهمت في البداية من اقتباس من بهاء الله – "يتحدث بهاء الله عن الإنسان باعتباره 'منجمًا غنيًا بالجواهر التي لا تقدر بثمن.' ويقول إن 'التعليم وحده يمكن أن يكشف عن كنوزه، ويمكن للبشرية الاستفادة منها'".  كانت المبادئ المؤسسة تشمل عدم رؤية الناس ككتل من الأفراد الجائعين المثقلين بالمشاكل والاحتياجات مثل الإسكان والعمل والصرف الصحي والتعليم، بل النظر إلى المشاركين في برامجها كموارد لا غنى عنها في عملية التغيير المستدامة ذاتيًا.  تم تأسيس FUNDAEC رسميًا كمؤسسة تنموية خاصة مقرها كالي، وقد طورت العديد من المشاريع التنموية  تركز حول هدف مفاده أنه يجب ألا تقتصر استفادة السكان الريفيين على التعليم العالي، بل يجب عليهم أيضًا المشاركة بنشاط في خلق وتوليد المعرفة والتقنيات، لتحسين نوع حياتهم ومستوى معيشتهم. سعت FUNDAEC إلى إزالة صورة الفلاح الفقير الذي يجب تخطيط حياته وإدارتها من قبل أعضاء المجتمع الأكثر امتيازًا. 

### معهد روحي
المعهد الروحي هو مؤسسة تعليمية تعمل تحت إشراف الجمعية الروحية الوطنية البهائية في كولومبيا. فكرة "المعهد" في السياق البهائي نشأت مع بداية "خطة السنوات التسع" (التي بدأت في 1964) التي حددها بيت العدل الأعظم. وكان "المعهد" أو "معهد التدريب" مخصصًا بشكل خاص للدول التي كانت تشهد توسعًا كبيرًا لتلبية احتياجات الآلاف من الذين دخلوا الديانة. في ذلك الوقت، كان التركيز على الحصول على منشأة مادية يتم فيها دعوة مجموعة تلو الأخرى من المؤمنين الجدد لحضور دورات تعميق. مع مرور السنوات، تم تطوير عدد من الدورات، مثل المعاهد الأسبوعية والمعاهد التي تدوم خمسة أيام ومعاهد تسعة أيام، بهدف نشر "الحقائق الأساسية" للديانة وكيفية خدمتها. منذ تأسيسه، تم تبني برنامج الدورات الذي تم تطويره أولاً في كولومبيا للعمل في جميع أنحاء العالم عبر مختلف الأعمار، ودرس في مجموعة متنوعة من التطبيقات.

## بين الشعوب الأصلية
تاريخ الإيمان البهائي مع الشعوب الأصلية يمتد إلى فترة حياة عبد البهاء، رئيس الديانة في أوائل القرن العشرين، وقد زادت علاقاته عبر الأمريكتين. انضم أفراد إلى الدين وأُسست مؤسسات لخدمة الشعوب الأصلية وشارك أفراد من هذه الشعوب في المؤسسات البهائية.
بحلول عام 1963، ادعى المصادر البهائية أن أعضاء من حوالي 83 قبيلة من الشعوب الأصلية في الأمريكتين قد انضموا إلى الدين.:19 بين الشعوب الأصلية في أمريكا الوسطى والجنوبية هناك تجمعات كبيرة من البهائيين. أظهر تلخيص غير رسمي لجماعة وايو (قبيلة تقيم في صحراء اغواخيرا) في عام 1971 حوالي 1000 بهائي.
تم تعزيز العلاقات بين الشعوب الأصلية في أمريكا الشمالية وأمريكا الجنوبية من قبل أفراد من الشعوب الأصلية في أمريكا الشمالية. فكرة "درب النور" ظهرت أثناء التحضيرات لأول مجلس بهائي للشعوب الأصلية في عام 1978. كما كانت هناك إلهامات أخرى لمفهوم "درب النور" من خلال نشر الدين بين الشعوب الأصلية في حافة المحيط الهادي، وهو ما وصفه رحمة الله مهاجر في عام 1978. تم تعريف "درب النور"، المعروف أيضًا باسم كامينو ديل سول، كعملية حيث يشارك بهائيون من الشعوب الأصلية مع شعوب أخرى حول عدد من القضايا، بما في ذلك نشر دينهم وتنظيم المجالس لهم وتشجيع اكتشاف الروابط الثقافية المشتركة بين الشعوب الأصلية. في عام 1980، بدأ أول رحلة لـدرب النور بمشاركة 22 عضوًا من الدين بعد انعقاد المجلس مباشرة. في عام 1985، بدأ مشروع "درب النور" أعماله في كولومبيا.

## حسب البلد

### بوليفيا
بدأ تاريخ الإيمان البهائي في بوليفيا بالذكر لأول مرة في الأدبيات البهائية في عام 1916. أول بهائي وصل إلى بوليفيا كان في عام 1940 مع بداية وصول البعثات المنسقة من الرواد البهائيين، الأشخاص الذين اختاروا الانتقال من الولايات المتحدة لنشر الدين. في نفس العام، انضم أول بوليفي إلى الدين. تم انتخاب أول مجلس روحي محلي في لا باز في عام 1945 وانضم أول هندي إلى الدين في عام 1956، وهو ما انتشر بسرعة بين تلك الثقافة الفرعية. تم انتخاب مجلس روحي وطني مستقل في عام 1961. بحلول عام 1963، كان هناك العديد من المجالس المحلية. الإيمان البهائي حاليًا هو أكبر أقلية دينية دولية في بوليفيا. أكبر تجمع للبهائيين في أمريكا الجنوبية هو في بوليفيا، حيث يقدر عدد البهائيين بحوالي 217,000 في عام 2005 وفقًا لجمعية بيانات الأديان.

### البرازيل
بدأ الإيمان البهائي في البرازيل في عام 1919 مع زيارة أول بهائيين للبلاد في ذلك العام, وأُسس أول مجلس روحي محلي في البرازيل في عام 1928. تلا ذلك فترة من النمو مع وصول الرواد البهائيين المنسقين من الولايات المتحدة الذين وجدوا محولين برازيليين ووفقًا لذلك، تم تشكيل مجتمع بهائي مستقل في عام 1961. خلال قمة الأرض في 1992 التي أُقيمت في البرازيل، تم تكليف المجتمع البهائي الدولي والمحلي بتنظيم مجموعة من البرامج المختلفة، ومنذ ذلك الحين استمر انخراط المجتمع البهائي في البلاد. قدرت جمعية بيانات الأديان (استنادًا إلى دليل المسيحية العالمي) عدد البهائيين في البرازيل بحوالي 42,211 في عام 2005.

### تشيلي
تم ذكر الإيمان البهائي لأول مرة في تشيلي في المصادر البهائية في عام 1916، مع زيارة أول بهائيين للبلاد في عام 1919، ولكن لم يتم تأسيس المجتمع البهائي في تشيلي حتى عام 1940 مع بداية وصول الرواد البهائيين المنسقين من الولايات المتحدة الذين وجدوا محولين تشيليين، وتمكنوا من تأسيس مجتمع بهائي وطني مستقل في عام 1963. في عام 2002، تم اختيار هذا المجتمع لتأسيس أول معبد بهائي في أمريكا الجنوبية الذي ما زال المجتمع يواصل العمل على بنائه.
المجتمع البهائي الدائم في تشيلي بدأ بوصول مارثيا ستيوارت أتووتر، التي وُلدت في 1904 في باسادينا، كاليفورنيا، والتي وصلت إلى تشيلي في 7 ديسمبر 1940. كان أول تشيلي يقبل بالإيمان البهائي هو بول برافو الذي كان في الثانية عشرة من عمره، تلاه انضمام عائلته إلى الدين. ثم في عام 1943، تم انتخاب أول مجلس روحي محلي في تشيلي. بعد انتخاب مجلس روحي إقليمي بهائي لأمريكا الجنوبية في عام 1950، أسست تشيلي مجلس روحي وطني بهائي مستقل في 1961. قدرت جمعية بيانات الأديان (استنادًا إلى دليل المسيحية العالمي) عدد البهائيين في تشيلي بحوالي 26,000 في عام 2005.

### كولومبيا
يبدأ تاريخ الإيمان البهائي في كولومبيا بالإشارة إلى البلد في الأدبيات البهائية منذ عام 1916, مع زيارة أولى للبهائيين إلى كولومبيا في عام 1927. انضم أول كولومبي إلى الدين في عام 1929 وتم انتخاب أول مجلس روحي محلي في بوغوتا في عام 1944 مع بداية وصول الرواد البهائيين المنسقين من الولايات المتحدة. تم تأسيس مجلس روحي محلي بهائي مستقل في كولومبيا في عام 1961. بحلول عام 1963، كان هناك أحد عشر مجلسًا محليًا. في الثمانينات، تم تطوير مؤسسات في كولومبيا أثرت في الأنشطة داخل الدين وخارجه في بلدان أخرى: فوندايك ومعهد روحي. قدرت جمعية بيانات الأديان (استنادًا إلى دليل المسيحية العالمي) عدد البهائيين في كولومبيا بحوالي 70,000 في عام 2005. تم افتتاح بيت العبادة البهائي الثاني في العالم في كولومبيا في عام 2018.

### غويانا
تم ذكر الإيمان البهائي لأول مرة في غويانا في مصادر بهائية منذ عام 1916، وزار البهائيون غويانا لأول مرة في عام 1927. ولكن تم تأسيس المجتمع البهائي في غويانا في عام 1953 مع بداية وصول الرواد المنسقين من الولايات المتحدة والانضمام من قبل بعض الغويانيين. تم انتخاب أول مجلس روحي محلي في غويانا في عام 1955، وتم تأسيس مجلس روحي وطني مستقل في عام 1977. شهدت البلاد هجرات كبيرة كما تغير حجم المجتمع البهائي بشكل كبير. في آخر دورة، أظهر التعداد الوطني لعام 2002 أن هناك حوالي 0.1%، أي حوالي 500 بهائي، معظمهم في ثلاث من مناطقها، على الرغم من أن البهائيين تم ملاحظتهم في كل منطقة. ومع ذلك، بحلول عام 2005، قدرت جمعية بيانات الأديان أن هناك حوالي 13,000 بهائي. اليوم، ينتشر البهائيون في جميع أنحاء غويانا ويمثلون جميع الفئات العرقية الرئيسية والمناطق. المجتمع البهائي، رغم صغره نسبيًا، معروف بتركيزه على الوحدة، وعدم التدخل في السياسة، وعمله في قضايا مثل محو الأمية والشباب.[بحاجة لمصدر أفضل]

### باراغواي
يبدأ الإيمان البهائي في باراغواي بعد أن ذكره ʻعبدلبهاء، رئيس الدين آنذاك، في عام 1916. كانت ماريا كاساتي من باراغواي أول من انضم إلى الدين في عام 1939 أثناء إقامتها في بوينس آيرس. كانت إليزابيث تشيني أول رائدة بهائية تستقر في باراغواي في أواخر عام 1940 وتم انتخاب أول مجلس روحي محلي في أسونسيون في عام 1944. بحلول عام 1961، كان البهائيون في باراغواي قد انتخبوا أول مجلس روحي وطني، وبحلول عام 1963 كان هناك 3 مجالس محلية بالإضافة إلى مجتمعات أخرى.:15, 108 تشير التقديرات الحديثة للبهائيين إلى 5,500 أو 10,600 بهائي، على الرغم من أن التعداد السكاني للدولة لا يذكر البهائيين.

### بيرو
يبدأ الإيمان البهائي في بيرو بالإشارة إلى بيرو في الأدبيات البهائية منذ عام 1916، مع زيارة أولى للبهائيين في بيرو في عام 1919. لم يتم تأسيس مجتمع بهائي فعال في بيرو إلا في الثلاثينيات مع بداية وصول الرواد المنسقين من الولايات المتحدة الذي تطور إلى العثور على متحولين بيروفيين وتحقيق مجتمع وطني مستقل في عام 1961.:19, 22, 23, 36, 46, 52, 109 قدرت جمعية بيانات الأديان (استنادًا إلى دليل المسيحية العالمي) عدد البهائيين في بيرو بحوالي 41,900 في عام 2005.

### أوروغواي
يبدأ الإيمان البهائي في أوروغواي بعد أن ذكر ʻعبدلبهاء، رئيس الدين آنذاك، البلاد في عام 1916. كانت أول بهائية تدخل البلاد هي مارثا روت في عام 1919. كان أول رائد بهائي يستقر في أوروغواي هو ولفريد بارتون في بداية عام 1940، وتم انتخاب أول مجلس روحي محلي في مونتيفيديو في عام 1942. بحلول عام 1961، كان البهائيون في أوروغواي قد انتخبوا أول مجلس روحي وطني، وبحلول عام 1963 كان هناك ثلاثة مجالس محلية بالإضافة إلى مجتمعات أخرى.:22, 46, 127 في حوالي عام 2001، قدر عدد البهائيين في أوروغواي بحوالي 4,000. وقدرت جمعية بيانات الأديان (استنادًا إلى دليل المسيحية العالمي) عدد البهائيين في عام 2005 بحوالي 7,300.

## قراءة إضافية
- أفندي، شوقي (2019). مُلتهب بالرؤية: رسائل من شوقي أفندي إلى أمريكا اللاتينية. Wilmette, Illinois: Baháʼí Publishing Trust. ISBN:9780877433897.

## روابط خارجية
- Bahai.org: المجتمعات الوطنية في الأمريكتين
- إحصائيات العالم البهائي